# Agapius z Cirty
Svatý Agapius z Cirty se narodil ve Španělsku, ale žil v exilu v Severní Africe. Stal se knězem a roku 259 byl za vlády císaře Valeriána umučen za svou víru. Spolu s dalšími 4 osobami je ve skupině Mučedníci v Cirtě.
Jeho svátek se slaví 29. dubna.